# Hamamelis mollis
Espèce
Synonymes
- Hamamelis mollis var. oblongifolia M.B.Deng & G.Yao
- Hamamelis virginiana var. japonica Franch.

Statut de conservation UICN

LC : Préoccupation mineure
Hamamelis mollis, aussi dénommée Chinese witch hazel, Hamamélis mou, Hamamélis de Chine, Noisetier de sorcière  est une espèce de plantes à fleurs de la famille des Hamamelidaceae. Elle est originaire de Chine centrale et de Chine orientale,.

## Description

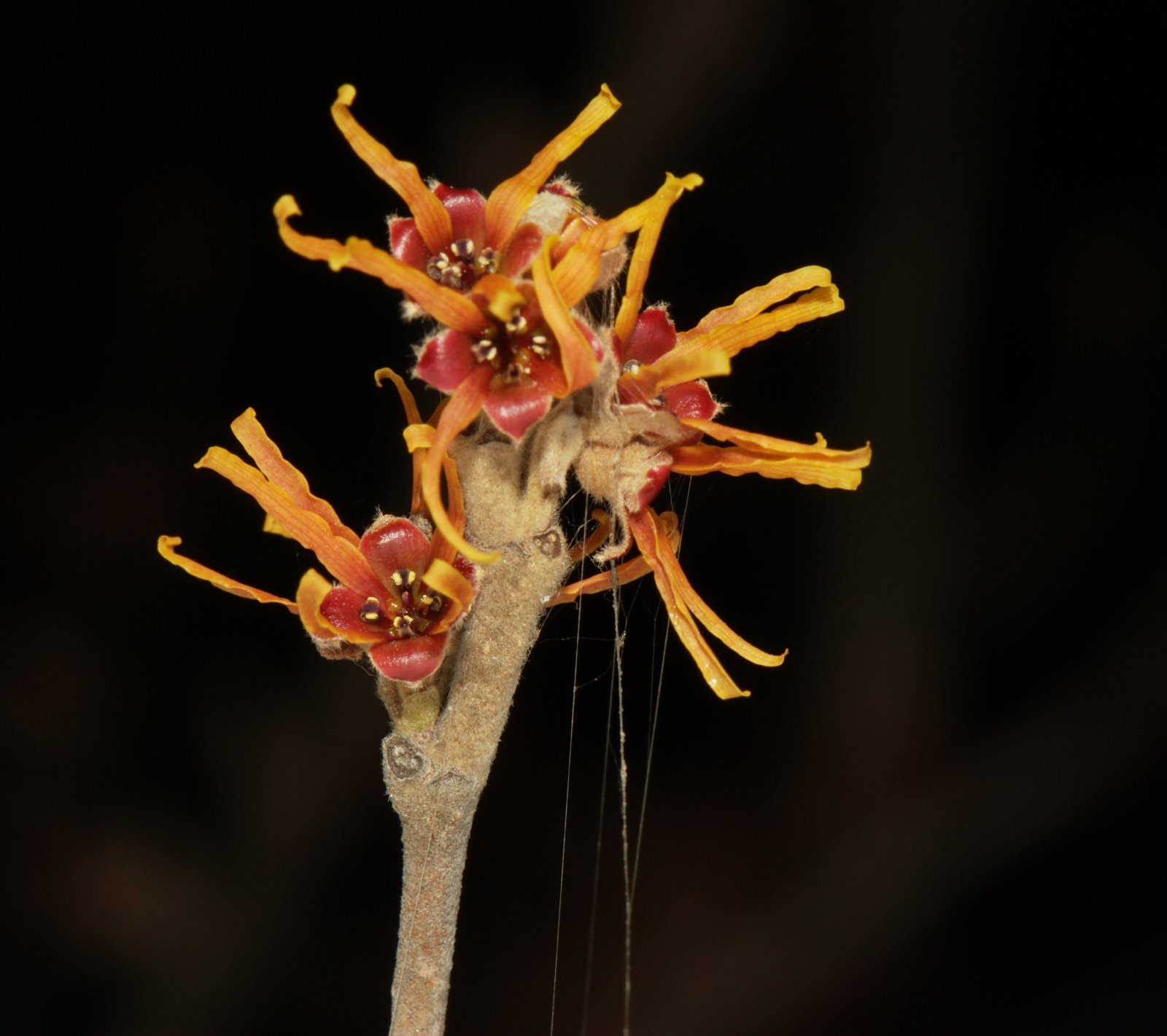
Fleurs

Il s'agit d'un grand arbuste ou d'un petit arbre à feuilles caduques pouvant atteindre 8 m de hauteur. Les feuilles sont ovales, 8-15 cm de long et 6-10 cm de large, obliques à la base, aiguës ou arrondies au sommet, avec une marge ondulée ou peu lobée, et un court pétiole de 6-10 mm de long ; elles sont vert foncé et finement poilues sur le dessus, et grises sur le dessous avec des poils gris denses. Les fleurs sont jaunes, souvent avec une base rouge, avec quatre pétales en forme de ruban 15 mm de long et quatre étamines courtes, et poussent en grappes ; la floraison a lieu de la fin de l'hiver au début du printemps sur les branches dénudées. Le fruit est une capsule ligneuse et dure de 12 mm de long, qui se fend de manière explosive à l'apex à maturité, un an après la pollinisation, éjectant les deux graines noires et brillantes de la plante mère.

## Répartition
Hamamelis mollis est présente dans les provinces de  Anhui Guangxi, Hubei, Hunan, Jiangxi, Sichuan, et Zhejiang.

## Culture et utilisation
Hamamelis mollis est largement cultivée comme plante ornementale, appréciée pour ses fleurs très parfumées qui apparaissent en hiver lorsque peu d'autres plantes poussent. De nombreux cultivars ont été sélectionnés pour leurs différentes couleurs et la taille de leurs fleurs, ainsi que pour la taille et le port des arbustes. Hamamelis mollis est largement cultivée comme plante ornementale, appréciée pour ses fleurs très parfumées qui apparaissent en hiver lorsque peu d'autres plantes poussent. De nombreux cultivars ont été sélectionnés pour la variation de la couleur et de la taille des fleurs, ainsi que pour la taille et le port des arbustes. C'est également l'un des deux parents de la plante hybride la plus populaire dans les jardins H. × intermedia (l'autre parent est H. japonica),.
Les cultivars « Jermyns Gold » et « Wisley Supreme »  ont gagné le « Royal Horticultural Society's Award of Garden Merit ».

### Étymologie
Le nom de genre Hamamelis vient du grec et signifie « genre de pommier, de poirier ou de néflier »Å, l'épithète mollis signifie « doux » et fait référence aux feuilles feutrées, qui deviennent jaunes en automne.